# José Ignacio Martínez García
José Ignacio Martínez García, meglio conosciuto come Nacho (Madrid, 7 marzo 1989), è un calciatore spagnolo, difensore del FC Cartagena.

## Carriera
Debutta in Primera División con il Rayo Vallecano nella stagione 2012-2013, giocando 10 partite.